# Eufriesea lucida
Eufriesea lucida là một loài Hymenoptera trong họ Apidae. Loài này được Kimsey mô tả khoa học năm 1977.